# 착한 여자 부세미
착한 여자 부세미는 2025년 9월 29일부터 방송 예정인 ENA 월화 드라마다.

## 기획 의도
인생 리셋까지 카운트다운 3개월! 한 방을 꿈꾸며 시한부 재벌 회장과 계약 결혼을 감행한 흙수저 여자 경호원이 막대한 유산을 노리는 이들을 피해 3개월간 신분을 바꾸고 살아남아야 하는 범죄 로맨스 드라마

## 제작진

### 연출
- 박유영

### 극본
- 한규리

## 등장 인물

### 주요 인물
- 전여빈 : 김영란 / 부세미 역
- 진영 : 전동민 역
- 서현우 : 이돈 역
- 장윤주 : 가선영 역
- 주현영 : 백혜지 역

## 참고사항
- 서현우와 전여빈은 2025년에 방송된 SBS 금토드라마 우리 영화에 이어서 두 번째로 호흡을 맞추게된 작품이다.